# Hyloscirtus princecharlesi
Hyloscirtus princecharlesi ist eine in Ecuador vorkommende Froschlurchart aus der Familie der Laubfrösche i.w.S. (Hylidae). Die Erstbeschreiber widmeten 2012 die Art dem damaligen Thronfolger des Vereinigten Königreiches Charles, Prince of Wales, der sich mit seinem Einsatz, die tropische Entwaldung einzustellen, große Verdienste um den Natur- und Artenschutz erworben hat. Dabei versucht er im Besonderen, das Aussterben von Regenwaldamphibien zu verhindern. Seine Regenwald-SOS-Kampagne enthält ein Video mit einem Frosch als Regenwald-Botschafter.

## Merkmale
Bisher wurden nur Männchen vermessen. Ihre Kopf-Rumpf-Länge (SVL) beträgt zwischen 68,1 und 70,5 Millimeter. Die Grundfarbe der gesamten Körperoberseite einschließlich der Beine ist dunkelgrau und dicht mit orangefarbigen Flecken überzogen. Tuberkel fehlen weitgehend. Kopflänge und -breite haben ungefähr die gleichen Abmessungen. Die Ober- und besonders die Unterarme sind robust, ebenso die hinteren Extremitäten, die eine Tibia-Länge von 46,5 %  und eine Fußlänge von 44,7 % der SVL besitzen. Die Körperunterseite ist weißlichgrau und mit einem unregelmäßigen, groben schwarzen Fleckenmuster versehen. Die Iris ist dunkelgrau.

## Ähnliche Arten
- Hyloscirtus pantostictus unterscheidet sich dadurch, dass die vielen orangefarbigen Flecke auf der Körperoberseite sehr klein, nahezu punktförmig sind sowie durch die auffällig gelben Endglieder der Finger, die bei Hyloscirtus princecharlesi grau sind.
- Bei Hyloscirtus ptychodactylus ist das orangefarbige Fleckenmuster großflächiger ausgestaltet und die Flecke verschmelzen zuweilen miteinander. Er unterscheidet sich außerdem durch eine himmelblau gefärbte Iris.[1]

## Vorkommen, Lebensraum und Lebensweise
Hyloscirtus princecharlesi wurde bisher lediglich in einem kleinen Gebiet am Rand des ecuadorianischen Naturschutzgebiets Cotacachi Cayapas in der Provinz Imbabura in Höhenlagen zwischen 2720 und 2794 Metern nachgewiesen. Die Tiere leben in feuchten, buschigen Gebieten an Flussufern. Sie sind abend- und nachtaktiv.

## Gefährdung
Hyloscirtus princecharlesi wird aufgrund geplanter Landnutzung seiner Vorkommensgebiete  durch den Menschen in seinen Lebensräumen bedroht. Die Entdecker  empfehlen für die Art  deshalb den Status „endangered = stark gefährdet“ gemäß der Klassifizierung der Weltnaturschutzorganisation IUCN. Auch klimatische Veränderungen dürften sich negativ auf die Entwicklung der Art auswirken.